# Houston (Alaska)
Houston è un comune degli Stati Uniti d'America, situato nel Borough di Matanuska-Susitna, nello Stato dell'Alaska.